# Staphylinochrous whytei
Staphylinochrous whytei is een vlinder uit de familie Himantopteridae. De wetenschappelijke naam van deze soort is voor het eerst geldig gepubliceerd in 1893 door Butler.
De soort komt voor in tropisch Afrika.